# OMX Copenhagen 20
De OMX Copenhagen 20 (OMXC20, voorheen bekend als KFX) is de belangrijkste aandelenindex van de Deense beurs in Kopenhagen.
De index bestaat uit maximaal twintig aandelenfondsen, waarvan Novo Nordisk de zwaarste weging heeft. Bij de introductie in 1989 begon men met een basisstand van 100 punten.

## Samenstelling
De volgende aandelenfondsen maken deel uit van de OMX Copenhagen 20 (per 17 juli 2024).
| - Carlsberg - Coloplast - Danske Bank - Demant - DSV - Genmab - GN Store Nord - ISS - Jyske Bank - A.P. Møller-Maersk A | - A.P. Møller-Maersk B - NKT - Novo Nordisk - Novozymes - Ørsted - Pandora A/S - Rockwool - Tryg - Vestas - Zealand Pharma |